# Larissa Manoela

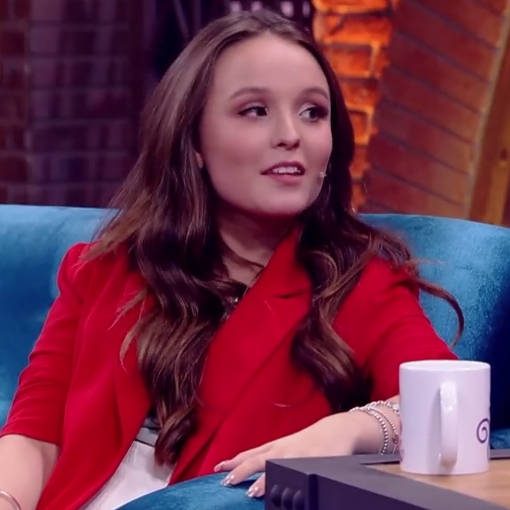
Larissa Manoela (2019)

Larissa Manoela (anhörenⓘ; * 28. Dezember 2000 in Guarapuava, Brasilien als Larissa Manoela Taques Elias Santos) ist eine brasilianische Schauspielerin, Sängerin, Model, Synchronsprecherin, Autorin und Influencer. 

## Leben
Sie begann ihre Karriere im Alter von vier Jahren, als sie von einem Talentescout in einem Supermarkt entdeckt wurde. 2010 spielte sie die Protagonistin in der Serie Dalva e Herivelto: uma Canção de Amor. Als Schauspielerin wurde sie jedoch erst 2012 durch die Rolle der Maria Joaquina in der Seifenoper Carrossel (brasilianische Fassung) bekannt. Im Jahr 2013 spielte sie in der Fernsehserie Patrulha Salvadora und im folgenden Jahr in Cúmplices de Um Resgate mit. 2016 veröffentlichte sie ihr erstes Buch mit dem Titel „Das Tagebuch von Larissa Manoela“, das am 6. Juni in São Paulo erschien.
Manoela erneuerte 2017 den Vertrag mit dem Fernsehsender SBT, um die Bösewichtin der Televovela Die Abenteuer der Poliana (portugiesisch: As Aventuras de Poliana) zu werden, in der sie neben João Guilherme Ávila die Hauptrolle spielt. Ebenfalls 2017 veröffentlichte die Brasilianerin ihr zweites Buch, „The World of Larissa Manoela“, im selben Jahr, in dem sie ein Anwesen in Orlando, Florida, erwarb.
Als Sängerin trat sie in den USA und an vielen Orten in Brasilien auf. Am 1. Dezember 2017 veröffentlichte sie ihr Studioalbum namens „Up! Tour“. Der Netflix-Film Flugmodus mit ihr in der Hauptrolle erschien am 23. Januar 2020.